# 博吉什鄉
47°09′19″N 22°44′11″E / 47.1553°N 22.7365°E
博吉什鄉（羅馬尼亞語：Comuna Boghiș, Sălaj），是羅馬尼亞的鄉份，位於該國西北部，由瑟拉日縣負責管轄，面積30平方公里，海拔高度226米，2007年人口1,892，人口密度每平方公里63人。